# Rewweln
Das Rewweln ist ein Brauch, bei dem ein traditionelles Getränk aus verschiedenen Schnäpsen und Honigkuchen zwischen Weihnachten und Neujahr im Wittgensteiner Land im Kreis der Nachbarn getrunken wird.

## Geschichte
Zum Jahresende trafen sich traditionell Nachbarn und Freunde, um ihre Streitigkeiten beizulegen und die örtliche Gemeinschaft zu stärken. Man brachte zu dem geselligen Treffen eine große Holzschüssel, Reste von Honigkuchen, Honig und verschiedene Schnapssorten mit.
In der großen Holzschüssel wird der Honigkuchen zerkrümelt, mit Honig vermengt und mit den mitgebrachten Schnäpsen aufgegossen. Die Zusammensetzung der Alkoholika ist variabel. Früher hing sie von der Verfügbarkeit in den einzelnen Familien ab. Heute wird als Hauptbestandteil Korn, Rum und Kümmel verwendet.
Während des Rewwelns geht die Holzschüssel mit dem Honigkuchen-Getränk herum und alle Gäste trinken aus einem Holzlöffel in der Regel drei Kellen. Bei dem geselligen Umtrunk sollten noch im alten Jahr alle Streitigkeiten beigelegt werden. Heute steht beim Rewweln die Bestätigung des Zusammenhaltes der Dorfgemeinschaft und das gesellige Beisammensein am Jahresende im Mittelpunkt.
Der Ursprung des jahrhundertealten Brauches ist nicht bekannt.